# 加納虹輝
加納 虹輝（かのう こうき、1997年12月19日 - ）は、日本の男子フェンシング選手。種目はエペ。
2021年開催の東京オリンピックフェンシング男子エペ団体金メダリスト。2023年開催の杭州アジア競技大会男子エペ個人金メダリスト。アジア競技大会の男子エペ団体で2大会（2018年ジャカルタ・2022年杭州）連続金メダル。2024年開催のパリオリンピックフェンシング個人金メダリスト。
愛知県あま市出身。早稲田大学卒業。日本航空所属。

## 経歴
あま市立美和中学校、山口県立岩国工業高等学校を経て2016年、早稲田大学スポーツ科学部に入学し、フェンシング部に所属。4歳から体操競技をしていたが北京オリンピックでの太田雄貴の銀メダル獲得をテレビで観て小学6年時にフェンシングのフルーレを始める。高校時代に出場したエペの大会で優勝し、フルーレから転向。
2018年アジア競技大会フェンシング競技に出場して、エペ個人で銅メダルを、エペ団体で金メダルを獲得した。
2019年、ワールドカップカナダ大会で優勝した。
2020年4月に日本航空にアスリート社員として入社した。
新型コロナの影響で2021年7月に開催された2020年東京オリンピックのフェンシング競技男子エペ団体に、山田優・宇山賢・見延和靖と出場して、決勝でROC（ロシアオリンピック委員会）を破り金メダルを獲得した。同年11月に紫綬褒章を受章した。
東京オリンピックの男子エペ団体で金メダルを獲得した功績をたたえて、2021年12月29日、愛知県あま市の名古屋鉄道木田駅北口に記念のゴールドポスト（第43号）が設置された（ゴールドポストプロジェクト）。
新型コロナの影響で2023年9月に開催された2022年アジア競技大会フェンシング競技に出場した。男子エペ個人では、日本人同士の対戦となった決勝戦で古俣聖に勝利して金メダルを獲得した。また男子エペ団体でも、山田優・古俣聖・松本龍と共に2大会連続となる金メダルを獲得した。
2023年5月に世界ランキング1位になる。
2024年7月29日、グラン・パレで開催された2024年パリオリンピックで男子エペ個人において、決勝で開催国のフランス代表であるヤニック・ボレルを圧倒的アウェーの中、15-9で破り、日本人初エペ個人の金メダルを獲得した。決勝の相手だったヤニック・ボレルはベスト16で見延和靖を準々決勝では山田優をそれぞれ倒して決勝に進出。団体のチームメートでもある日本勢2人を倒したボレルとの決勝戦に向けた心中は、「2人が負けて、3人目も負けるわけにはいかない」と強い気持ちを抱いていたという。
同年11月に紫綬褒章飾版を受章した。